# Cantonul Capobianco
Cantonul Capobianco este un canton din arondismentul Bastia, departamentul Haute-Corse, regiunea Corsica, Franța.

## Comune
| Comune     | Populație (1999) | Cod poștal | Cod INSEE |
| ---------- | ---------------- | ---------- | --------- |
| Barrettali | 131              | 20228      | 2B030     |
| Cagnano    | 184              | 20228      | 2B046     |
| Centuri    | 211              | 20238      | 2B086     |
| Ersa       | 152              | 20275      | 2B107     |
| Luri       | 750              | 20228      | 2B152     |
| Meria      | 99               | 20287      | 2B159     |
| Morsiglia  | 138              | 20238      | 2B170     |
| Pino       | 148              | 20228      | 2B233     |
| Rogliano   | 560              | 20247      | 2B261     |
| Tomino     | 202              | 20248      | 2B327     |